# Bit (eenheid)
De bit is de kleinste eenheid van informatie, namelijk een symbool of signaal dat twee waarden kan aannemen: aan of uit, ja of nee, hoog of laag, geladen of niet-geladen. Het binaire talstelsel stelt deze waarden voor met 0 en 1.
Het woord bit is een porte-manteauwoord, een samentrekking van de Engelse woorden binary en digit (binair cijfer). Er zit een woordspeling in, want bit betekent ook: beetje. De naam "bit" werd in 1947 bedacht door statisticus John Tukey en een jaar later voor het eerst in een publicatie gebruikt door Claude Shannon, de grondlegger van de informatietheorie.
Een hoeveelheid zelfinformatie bij keuze uit {\displaystyle n} mogelijke waarden kan, indien iedere waarde dezelfde kans van optreden heeft, worden uitgedrukt in bits met {\displaystyle ^{2}\!\log {n}}

## Benodigd aantal bits
Voor de binaire voorstelling van het natuurlijke getal {\displaystyle n} zijn minimaal {\displaystyle ^{2}\!\log n} bits nodig, dus effectief {\displaystyle {\big \lceil }\,^{2}\!\log n{\big \rceil }}. De uitkomst wordt met behulp van de ceilingfunctie op een geheel getal gebracht. Dat houdt in dat een grootheid die {\displaystyle n} waarden aan kan nemen, bijvoorbeeld de getallen 0 tot en met {\displaystyle n-1}, voorgesteld kan worden door {\displaystyle {\big \lceil }\,^{2}\!\log n{\big \rceil }} bits. Zo zijn bijvoorbeeld om een signaal met negen mogelijke waarden weer te geven, {\displaystyle {\big \lceil }\,^{2}\!\log 9{\big \rceil }=\lceil 3{,}1699\rceil =4} bits nodig. 1001 is de binaire voorstelling van 9.
Met één bit kan worden vastgelegd of een lamp aan of uit is, {\displaystyle ^{2}\!\log 2=1}. Hierbij is bijvoorbeeld 0 = 'uit' en 1 = 'aan', maar dat kan ook andersom worden gekozen.
Aan of uit:  lamp uit - 0  lamp aan - 1 

De waarde van een bit kan veranderen: 
Met {\displaystyle {\big \lceil }\,^{2}\!\log 3{\big \rceil }=\lceil 1{,}5849\rceil =2} bits kan worden weergegeven of een verkeerslicht op rood, geel of groen staat. Dat kan bijvoorbeeld met 00 = rood, 01 = geel en 10 = groen.

## Gebruik van de eenheden bit b en byte B
Het symbool voor bit is een kleine b, bijvoorbeeld in kb/s, niet te verwarren met het symbool voor byte, een hoofdletter B. In de praktijk worden b en B vaak verward. De betekenis moet dan blijken uit de context. Vaak worden bit en byte voluit geschreven, om verwarring te vermijden.
De verbinding, die wordt gebruikt om gegevens over te verzenden, heet een kanaal of transmissielijn. Transmissiesnelheden over seriële verbindingen worden meestal in bit/s gegeven maar alles wat te maken heeft met de meer menselijke maat van documentopslag of -overdracht gaat meestal in bytes. Wanneer het belangrijk is om misverstanden te voorkomen kan bit/s of byte/s worden gebruikt. Bij beschouwingen over de transmissie van gegevens is eigenlijk de hoeveelheid informatie van belang en maakt het meestal niet uit hoe de informatie is georganiseerd, hoeveel bits in een byte passen. Daarom is het juist om bij transmissielijnen, bij kanalen te spreken over bits per seconde.
Een byte is vaak de hoeveelheid waarmee een computer iets uit het geheugen haalt. Sinds begin jaren zeventig zijn computergeheugens bijna altijd in patronen van acht bits opgebouwd, dus met de waarden van 0 tot en met 255. In zo'n geval is een byte gelijk aan acht bits. De term octet kan eveneens gebruikt worden en betekent in deze context hetzelfde als een byte. Ter volledigheid wordt eveneens opgemerkt dat ook een nibble bestaat, een nibble is een groep van vier bits, en twee nibbles samen vormen dus één byte.

## Kwantumcomputers
Het equivalent van bits voor de ons bekende computers zijn qubits voor kwantumcomputers.

## Overige
- Vaak wordt gedacht dat computertechnici met bits werken. In speelfilms ziet men dan beeldschermen met een grote hoeveelheid nullen en enen. Dit is geen realiteit. Een computerprogramma bestaat meestal uit normale woorden, letters en cijfers. Wordt op lager niveau gewerkt, dan worden de gegevens meestal hexadecimaal gepresenteerd, wat wil zeggen dat vier bits in één letter of cijfer zijn samengevat, wat voor de technicus duidelijker is.

Andere eenheden of benamingen: bit · nibble/tetrade · byte/octet · phit · qubit · qutrit · trit